# Punta Aconcagua
Punta Aconcagua ist eine Landspitze von Robert Island im Archipel der Südlichen Shetlandinseln. Sie liegt 2,8 km südöstlich des Fort William und besteht aus einer Landzunge, welche die Mitchell Cove von der Carlota Cove trennt.
Kapitän Leopoldo Fontaine Nakin (1907–unbekannt), Leiter der  3. Chilenischen Antarktisexpedition (1948–1949), benannte die Landspitze nach der Provinz San Felipe de Aconcagua in der chilenischen Región de Valparaíso.